# Tsiattista
Tsiattista (grčki: Τσιάτιστα) je jedinstven oblik poetskog improviziranja koji se izvodi uz pratnju violine ili lutnje u „dvobojima” tijekom kojih jedan pjesnik-pjevač pokušava nadmašiti drugog vještim rimama. Ovi dvoboji su odavno neodvojivi dijelovi svadbenih proslava, sajmova i drugih javnih proslava, u kojima željna masa podstiče pjesnike. Kao nematerijalna svjetska baština upisana je na UNESCO-ov popis nematerijalne svjetske baštine u Europi 2009. godine kao oralna tradicija koja spaja improvizacije i prijateljsko druženje, te u zajednici stvara osjećaj identiteta i zajedništva.
Najčešći metrički oblik je jambski petnaesterac u rimovanomm dvostihu, iako pjesnik može koristiti i osmerce, šesterce ili čak deveterce. Uspješni tsiattisti (pjesnici-pjevači) pokazuju britkost, duboko poznavanje poetskih i glazbenih tradicija, bogat vokabular i aktivnu maštu. Oni su često bili ljudi skromnih sredstava i ograničenog obrazovanja koji prenose svoja djela samo usmeno, a danas su pjesnici uglavnom starci, iako su i talentirani ženski pjesnici odnedavno počeli nastupati. Pjesnici moraju biti vješti u ciparskom grčkom dijalektu, posjedovati odgovarajuće znanje popularne ciparske poezije i sposobnost za preuzimanje postojećeg, dobro poznatog tsiattista i, prije svega, mora biti u stanju improvizirati novi dvostih na određenu temu u vrlo strogom vremenskom roku i biti u stanju odgovoriti na stihove svog protivnika.

## Vanjske poveznice
- Cyprus' tsiattista on UNESCO List of Intangible Cultural Heritage  Arhivirana inačica izvorne stranice od 26. ožujka 2014. (Wayback Machine), FAMAGUSTA GAZETTE, 5. prosinca 2011. (engl.)